# Олни, Ричард
Ричард Олни (англ. Richard Olney) — американский политик-демократ, 34-й Госсекретарь США и 40-й Генеральный прокурор США.

## Ранние годы
Олни родился состоятельной семье в Оксфорде (штат Массачусетс). Через некоторое время он вместе с родителями переехал в Луисвилл, Кентукки, где они жили до его семилетия, после чего вернулись обратно в Оксфорд. Тогда же его отправили учиться в Лестерскую академию.
Окончив её, он поступил в Брауновский университет, где в 1856 получил высшее образование. Далее он учился в Гарвардской школе права, где получил степень бакалавра (1858). В 1859 был принят в коллегию адвокатов. Вскоре начал практику в качестве адвоката в Бостоне, приобретая репутацию в делах по завещаниям и трастам.
В 1861 Олни женился на Агнес Парк Томас.
В 1874 был членом вначале совета Западного Роксбери, а потом Палаты представителей Массачусетса, куда отказался переизбираться, так как хотел и далее заниматься адвокатской практикой. В 1876 году тесть Олни, также адвокат, передал ему свои дела, в которых участвовали богатые семьи Бостона. В 1880-х Олни работал юрисконсультом в Chicago, Milwaukee, St. Paul and Pacific Railroad.

## Политическая карьера и дальнейшая жизнь
В марте 1893 Олни был назначен президентом Гровером Кливлендом на пост Генерального прокурора США. Первой целью его на этой должности было сведение на нет политических движений рабочих.
Вскоре после назначения Олни его бывший коллега из Chicago, Milwaukee, St. Paul and Pacific Railroad намекал на упразднение недавно созданной Комиссии Межгосударственной торговли, на что Олни ответил решительным отказом.
Во время Пуллманской стачки 1894 года Олни юридическими методами пытался уладить обстановку. Также им был издан приказ, согласно которому окружные прокуроры должны были немедленно начать поиски Юджина Дебса и других лидеров рабочего движения. Было послано около 150 человек из Службы маршалов США. Видя, что его меры приносят мало результата, Ричард Олни попросил Гровера Кливленда ввести федеральные войска в Чикаго, чтобы погасить очаги забастовки.
Через некоторое время после смерти Уолтера Гришама Гровер Кливленд назначил Олни Госсекретарём США. На этом посту пытался разрешить конфликт Великобритании и Венесуэлы касательно границ Гайаны.
Вышел в отставку по окончании срока Гровера Кливленда.
Сразу же после вступления в должность, в марте 1913 года президент Вудро Вильсон предложил Ричарду Олни стать послом США в Великобритании, но он отказался. В мае 1914 от Вудро Вильсона снова поступило предложение, на этот он хотел назначить Олни в Федеральное резервное управление. Оно также было отклонено.
Умер Ричард Олни в Бостоне 8 апреля 1917 года.